# 楔叶豆腐柴
楔叶豆腐柴（学名：Premna latifolia var. cuneata）为马鞭草科豆腐柴属下的一个变种。

## 扩展阅读
- 維基物種上的相關：楔叶豆腐柴